# Skokanonen

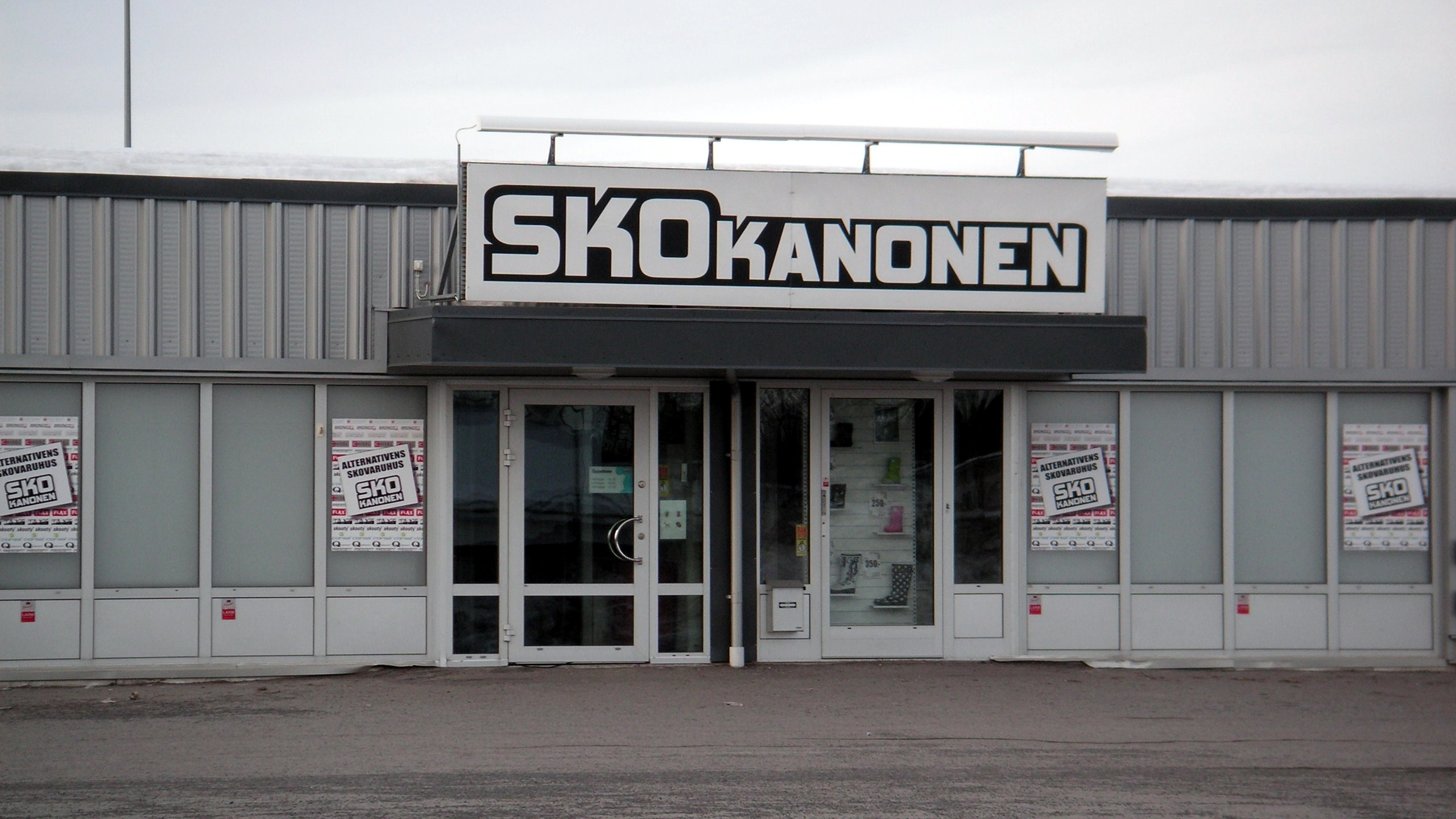
Butik i Umeå.

Skokanonen är en svensk skobutik. Grundare var Arne Viberg. Den första butiken öppnade i Malmö 1984. 
Den 15 maj 2012 blev företaget, som då hade 28 butiker, satt i konkurs. Den 14 juni 2012 blev det klart att hälften av butikerna blev uppköpta av Scorocco AB, ett företag som ägs av Euro Sko Norge.
Antalet butiker minskade därefter successivt och den sista butiken, belägen på Lövåsen i Katrineholm, lades ner år 2019.